# Легеза Сергій Валерійович
Сергі́й Вале́рійович Легеза́ (нар. 2 червня 1972, Чаплине, Дніпропетровська обл., УРСР) — український перекладач та російськомовний письменник-фантаст, кандидат історичних наук.

## Біографія
У дитинстві жив у Молдові та на Донбасі, з 1989 року проживає у місті Дніпрі. У 1994 році закінчив історичний факультет Дніпропетровського національного університету, де чотирма роками пізніше у 1998 році здобув ступінь кандидата історичних наук. У 2014 році проходив службу в батальйоні «Дніпро». Нині працює на кафедрі соціології Дніпровського національного університету імені Олеся Гончара, доцент.
Пише оповідання та статті, зокрема про фантастику й масову культуру російською мовою. Працює в жанрах магічного реалізму, історичного фентезі, м'якої та гуманітарної фантастики. Переклав з польської на українську твори Анджея Сапковського та Яцека Дукая, з польської на російську твори Анджея Сапковського, Яцека Дукая, Якуба Новака, Яцека Пекари, Роберта Шмідта, Роберта Вегнера, Станіслава Лема. Учасник творчої майстерні «Демосфера».
У 2015 році за переклад роману Яцека Дукая «Інші пісні» на російську був удостоєний Літературної премії імені Івана Антоновича Єфремова в категорії «За досягнення в галузі художнього перекладу». Кілька разів (2014, 2016—2018 рр.) був українським номінантом на премію «Єврокон» від Європейського Співтовариства Наукової Фантастики в категорії «найкращий перекладач», і у 2021 році нарешті дістав цю нагороду.
Також у 2021 році був нагороджений премією «Вавилонська рибка» (англ. Babel Fish) за російський переклад роману Яцека Дукая «Ідеальна недосконалість».

## Список перекладів

### Переклади з польської на російську
Яцек Дукай
- «Иные песни» (пол. Inne pieśni;  2014, АСТ).

Анджей Сапковский
- «Ведьмак. Сезон гроз» (пол. Sezon burz;  2014, «Мир фантастики» № 8, серпень; оповідання);
- «Сезон гроз» (пол. Sezon burz;  2014, 2016, АСТ),
- Антологія «Век волков» ( КСД, 2015):
  - «Музыканты» (пол. Muzykanci),
  - «Тандарадай!» (пол. Tandaradei!),
  - «Золотой полдень» (пол. Złote popołudnie),
  - «Случай в Мисчиф-Крик» (пол. Zdarzenie w Mischief Creek).

Роберт Е. Шмидт
- «Метро 2033: Бездна» (пол. Otchłań;  2016, АСТ).

Яцек Пекара
- Збірка «Слуга Божий» (пол. Sługa Boży;  2012, РИПОЛ классик):
  - «В глазах Господа» (пол. W oczach Boga),
  - «Слуга Божий» (пол. Sługa Boży),
  - «Багрец и снег» (пол. Szkarłat i śnieg),
  - «Сеятели ужаса» (пол. Siewcy grozy),
  - «Овцы и волки» (пол. Owce i wilki),
  - «Чёрные плащи пляшут» (пол. Czarne płaszcze tańczą).

Роберт М. Вегнер
- «Меекхан» ( 2016, АСТ):
  - «Будь у меня брат» (пол. Gdybym miała brata),
  - «Убей мою память» (пол. Zabij moje wspomnienia),
  - «Кровь наших отцов» (пол. Krew naszych ojców),
  - «Багрянец на плаще» (пол. Szkarłat na płaszczu),
  - «Все мы меекханцы» (пол. Wszyscy jesteśmy Meekhańczykami),
  - «Ибо люблю тебя больше жизни» (пол. Ponieważ kocham cię nad życie),
  - «Честь горца» (пол. Honor górala),
  - «Поцелуй скорпиона» (пол. Pocałunek skorpiona).

Яцек Дукай
- «Сердце Мрака» (пол. Serce Mroku;  2011, Медиа Максимум).

Анна Бжезинская
- «И любил её, хоть помирай» (пол. A kochał ją, że starch;  2014, журнал «Космопорт» № 1, 2014).

Ярослав Гжендович
- Владыка Ледяного Сада: Ночной Странник (Pan Lodowego Ogrodu, 2005)
- Владыка Ледяного Сада: В сердце тьмы (Pan Lodowego Ogrodu, 2007)
- Владыка Ледяного Сада: Носитель судьбы (Pan Lodowego Ogrodu, 2009)
- Владыка Ледяного Сада: Конец пути (Pan Lodowego Ogrodu, 2012)

- Антологія «Век волков» ( КСД, 2015):
  - «Век волков» (пол. Wilcza zamieć).

Яцек Комуда
- Антологія «Век волков» ( КСД, 2015):
  - «Ересиарх» (пол. Herezjarcha).

Томаш Колодзейчак
- Антологія «Век волков» ( КСД, 2015):
  - «Не одолеть доцента!» (пол. Nie ma mocy na docent).

### Переклади з польської на українську
Яцек Дукай
- «Хто написав Станіслава Лема?» (пол. Kto napisał Stanisława Lema?; ( 2016, НК-Богдан, зі збірки «Казки роботів. Кіберіада. Маска.»).

Станіслав Лем
- «Маска» (пол. Maska; ( 2016, НК-Богдан, зі збірки «Казки роботів. Кіберіада. Маска.»).

Анджей Сапковський
- Серія «Відьмак» ( 2016—2017, КСД):
  - «Останнє бажання» (пол. Ostatnie życzenie),
  - «Меч призначення» (пол. Miecz przeznaczenia),
  - «Кров ельфів» (пол. Krew elfów),
  - «Час погорди» (пол. Czas pogardy),
  - «Хрещення вогнем» (пол. Chrzest ognia),
  - «Вежа Ластівки» (пол. Wieża Jaskółki),
  - «Володарка Озера» (пол. Pani Jeziora),
  - «Сезон гроз» (пол. Sezon burz).

## Власні твори
- «Тривав експеримент» (1988);
- Цикл «Життєїди» (рос. Жизнееды):
  - «Простаки та хитряки» (рос. Простецы и хитрецы, 2004),
  - «Келих темного» (рос. Кружка темного, 2005),
  - «Читці сердець» (рос. Чтецы сердец, 2012),
  - «Уві тьмі, де світло» (рос. Во тьме, где свет, 2013),
  - «Семено правди, меч справедливості» (рос. Семя правды, меч справедливости, 2014),
  - «Танцю́ри» (рос. Плясуны, 2016);
- «Заметіль нам пісеньку співала…»[прим. 1] (рос. Метель нам пела песенку..., 2005);
- «З очима синіми, мов лід» (рос. С глазами синими, как лед..., 2005);
- «Боги прохають співати» (рос. Боги просят петь, 2006);
- «Смерть і лицар» (рос. Смерть и рыцарь, 2006, співавтори: Юрій Гордієнко та Олег Патерило);
- «Раз, два, три — гори!» (рос. Раз, два, три — гори!, 2009);
- «Ене-бене-рабе» (рос. Эне-бене-рабэ, 2009);
- «Ігри всерйоз» (рос. Игры всерьёз, 2013).